# Trafiksystem
Ett trafiksystem för gods- och persontransporter anses normalt utgöras av 
1. det fysiska nätverket/vägnätet i vilket transporterna sker
2. de farkoster/fordon vilka utgör transporterna i systemet samt
3. de individer/förare som framför farkosten/fordonen

Normalt finns också ett regelverk kopplat till trafiksystemet som beskriver hur detta får utnyttjas (t.ex. hastighetsbegränsningar etc).

## Ekonomiskt perspektiv
Ur ett ekonomiskt perspektiv kan det fysiska nätverket anses utgöra systemets utbud av flödeskapacitet (tillgängligheten - en service som erbjuds trafikanterna), medan förarna kan sägas efterfråga denna kapacitet (att få tillgång till att utnyttja vägnätet). Fordonen som framförs av förarna nätverket ger upphov till ett visst flöde. Detta flöde upptar en viss andel av trafiksystemets kapacitet. Det kan sägas uppkomma en kostnad då en trafikant utnyttjar vägnätet genom att framföra ett fordon i det.

### Utbud
Trafiksystemets utbud kan sägas vara statiskt; då nätverket väl är uppbyggt erbjuder de trafikanterna att utnyttja t.ex. vägar och gator med lika stor kapacitet oberoende av vilken tid på dygnet detta är. Detta är dock en stark förenkling: t.ex. kan vinterväglag och dålig sikt förändra (minska) kapaciteten på vägen.

### Efterfrågan
Trafiksystemets efterfrågan kan däremot sägas vara dynamisk; t.ex. efterfrågar trafikanterna att utnyttja vägsystemet i betydligt högre utsträckning på morgonen och eftermiddagen då de flesta arbetsresor sker, än vad de gör under nattetid. Den kostnad som uppstår för en trafikant då denna utnyttjar vägnätet ökar med efterfrågan. Kostnaden för att utnyttja vägnätet är alltså högre vid trängsel i systemet. Detta kan helt enkelt ses som att det tar längre tid att ta sig fram för ett fordon om många utnyttjar vägnätet samtidigt, än om vägnätet är tomt på trafik.
Eftersom det är en sådan stor skillnad på kapacitetsutnyttjandet av trafiksystemet under dygnens timmar gör detta att vägnätet kan sägas vara kraftigt överdimensionerat nattetid, medan det är kraftigt underdimensionerat under morgonens maxflödestimma. Att trafiksystemet är underdimensionerat märks tydligast i storstäderna där trängselproblem uppstår med långa köer som följd.

## Trängselproblematik

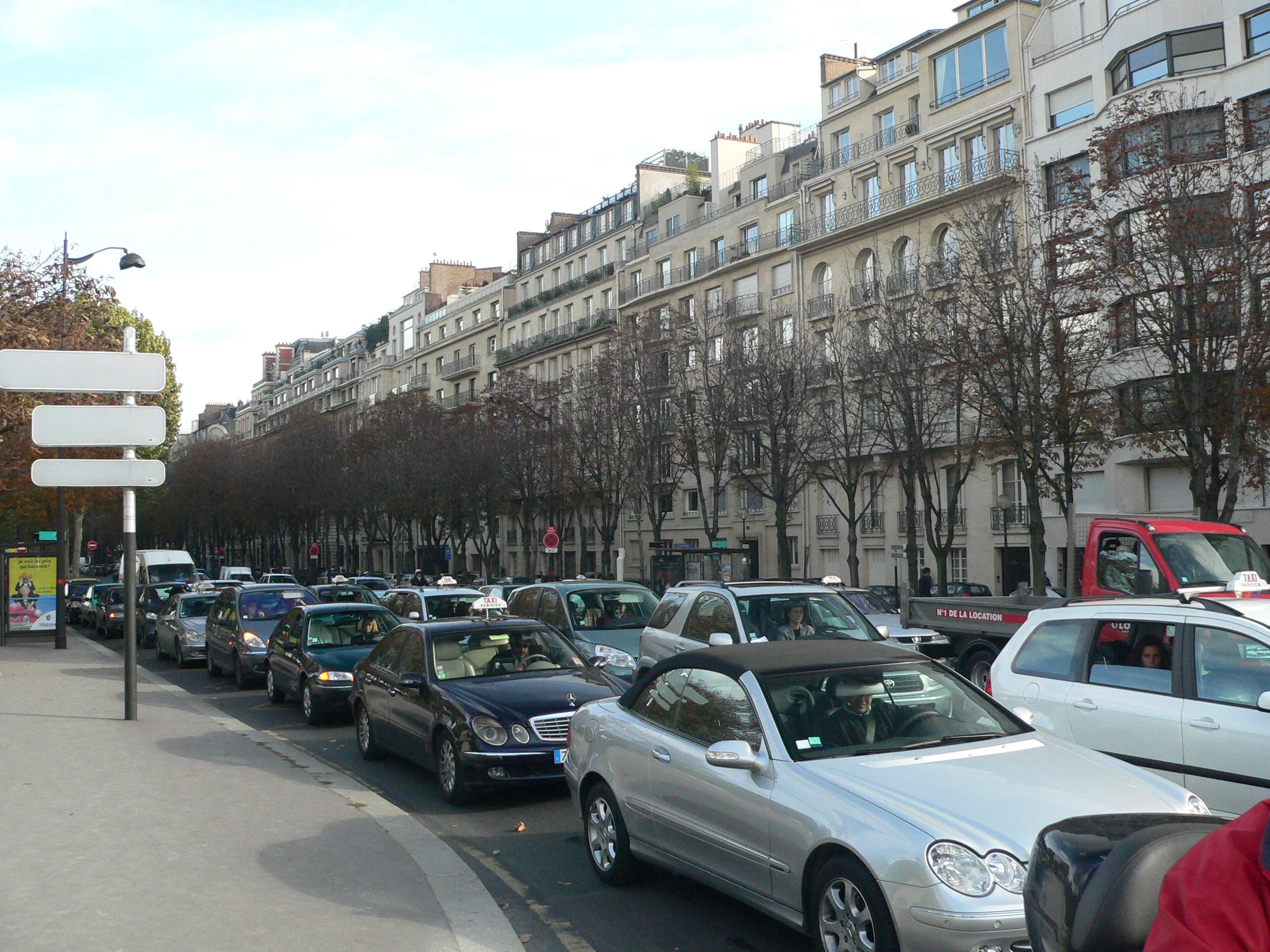
Bilkö i Paris

Trängselproblem är förknippat med stora samhällsekonomiska kostnader. Detta kan enkelt inses om man tänker sig att varje person som sitter i en bilkö alternativt kunde göra större nytta någon annanstans, t.ex. genom att ägna mer tid åt att ta hand om sina barn eller jobba över lite extra (istället för att sitta och sura bakom ratten). Eftersom det är en samhällsangelägenhet att lösa trängselproblem i trafiken försöker detta lösas genom att dels bygga nya vägar, dels genom att på olika sätt styra trafiken. Normalt finns det plats för 1000-2000 fordon per fil och timme. Om det tar m minuter extra att passera en sträcka, och kön varar t timmar om dagen, och det är kö i f filer, går det åt omkring 8000 · t · f timmar per år på det stället. Om värdet på tid är 100 kr/timme/person och det är 5 minuter kö i tre filer i två timmar på morgonen och lika mycket på eftermiddagen blir det en kostnad på 50 miljoner kr per år. Det motsvarar 1,2 miljarder på 25 år, den tid man räknar med att ett vägbygge behöver betala av sig som genom nytta.
Trängsel på grund av kända kapacitetsproblem brukar vara kända av de som regelbundet åker bil på sträckan. För de som inte är beredda på trängseln eller om det blir oväntade köer kostar det mer pengar än 100 kr/timme/person. Personerna har ofta tider att passa och andra personer kan få vänta. Det gäller särskilt vid svåra stopp eftersom de som ska passa tider brukar ha lite marginal. I värsta fall kan till exempel brandkåren bli sena till en storbrand vilket kostar helt andra summor.
Trafiken anses i storstäder öka med c:a 30 procent på ett decennium[källa behövs], mest beroende på folkökning, och det blir mer körning på grund av längre avstånd för att staden växer i yta. Det börjar bli både dyrt och svårt att fortsätta bygga ut vägnätet i redan tätbebyggda områden. Det börjar helt enkelt bli ont om plats för att bygga nya vägar. I riktigt stora städer med flera miljoner invånare är vägträngsel oundvikligt. Många undviker där bilen på grund av köer (och parkeringsavgifter) och om en väg byggs blir det fler som åker bil. Försök med att styra trafiken med hjälp av vägavgifter har därför framgångsrikt prövats på ett antal olika platser i världen, som i till exempel Singapore, Oslo, London och Stockholm. I Stockholm genomfördes försök med trängselskatt under 2006 och skatten blev permanent från 1 juli 2007. Vissa anser att trafikavgifter skapar orättvisor som drabbar vissa grupper hårdare än andra grupper.